# Мхитарян, Норик Вагаршакович
 Норик Вагаршакович Мхитарян (2 февраля 1934 — 26 декабря 2009) — слесарь-сборщик армянского производственного электромашиностроительного объединения «Армэлектромаш» Министерства электротехнической промышленности СССР, город Ереван, полный кавалер ордена Трудовой Славы (1983).

## Биография
Родился 2 февраля 1934 года в столице Армянской ССР (ныне — Армения) городе Ереван. Армянин.
В 1941—1948 годах учился в средней школе имени Нар-Доса, затем продолжил обучение в Ереванском специальном ремесленном училище.
Получив в 1951 году специальность слесаря, пришёл на работу на Ереванский завод «Армэлектромаш» имени В. И. Ленина, который специализировался на производстве генераторов и силовых трансформаторов и со временем вырос в одно из крупнейших производственных объединений в электромашиностроении Советского Союза. В течение многих лет объединение являлось головным в разработке и производстве генераторов мощностью до 100 кВт и силовых трансформаторов второго габарита.
Работая слесарем-сборщиком, параллельно учился в школе рабочей молодёжи № 3 имени М. Агабегяна, которую окончил в 1956 году. В 1958—1962 годах учился в техникуме сельской механизации.
Все годы своего труда на заводе «Армэлектромаш» Норик Вагаршакович являлся передовиком производства, добивался высоких результатов в труде, неоднократно выходил победителем социалистического соревнования среди предприятий Министерства электротехнической промышленности СССР.
Указом Президиума Верховного Совета СССР от 22 апреля 1975 года за высокие достижения в труде и многолетнюю безупречную работу на одном предприятии Н. В. Мхитарян награждён орденом Трудовой Славы 3-й степени.
Указом Президиума Верховного Совета СССР от 31 марта 1981 года за успехи, достигнутые в выполнении заданий десятой пятилетки и социалистических обязательств, награждён орденом Трудовой Славы 2-й степени.
Норик Вагаршакович был активным рационализатором производства. В годы одиннадцатой пятилетки (1981—1985) он подал 6 рацпредложений, благодаря которым было сэкономлено 470 кг алюминиевого проката и 13 тысяч кВт электроэнергии с экономическим эффектом 6200 рублей. За счёт повышения производительности и использования передовых методов труда норма выработки в 1981 году составила 121 процент, а в 1982 году — 124 процента.
Указом Президиума Верховного Совета СССР от 14 июля 1983 года за самоотверженный высокопроизводительный труд, большие успехи, достигнутые в выполнении заданий одиннадцатой пятилетки и принятых социалистических обязательств, долголетнюю безупречную работу на одном предприятии Мхитарян Норик Вагаршакович награждён орденом Трудовой Славы 1-й степени. Стал первым полным кавалером ордена Трудовой Славы в Армянской ССР.
Принимал активное участие в общественной жизни своего завода. Будучи членом КПСС, являлся секретарём первичной партийной организации цеха № 21, членом партийного комитета производственного объединения «Армэлектромаш».
Депутат Верховного Совета Армянской ССР 11-го созыва (1985—1989), член Президиума Верховного Совета Армянской ССР. Делегат XXVIII съезда Компартии Армении (1986), XXVII съезда КПСС (1986).
Трудился на объединении «Армэлектромаш» (в 1994 году преобразовано в ОАО «Армэлектромаш», в настоящее время полностью приватизировано) до выхода на пенсию.
Проживал в Ереване. Умер 26 декабря 2009 года. Похоронен в Ереване.

## Награды
Награждён орденами Трудовой Славы 1-й (14.07.1983), 2-й (31.03.1981), 3-й (22.04.1975) степеней, медалями.
- Государственная премия СССР (30.10.1987, за большой личный вклад в ускорение технического перевооружения энергетических предприятий).
- Лауреат премии советских профсоюзов СССР (22.08.1985)[2].